# Kanał Portowy w Gdańsku
Kanał Portowy – znajduje się w Gdańsku, pomiędzy Westerplatte i Nowym Portem, jest przedłużeniem Martwej Wisły od Zakrętu Pięciu Gwizdków do ujścia ku Zatoce Gdańskiej.

## Historia

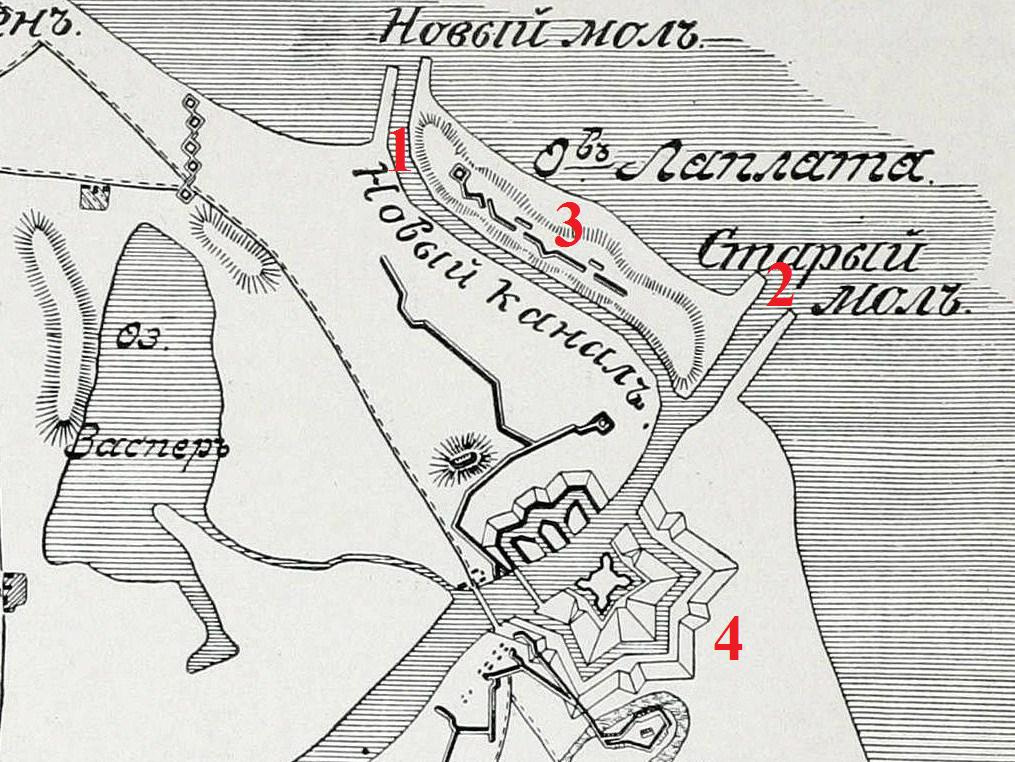
Plan z 1734: 1) Kanał Portowy, 2) stare ujście Wisły, 3) Westerplatte (jeszcze jako wyspa), 4) Twierdza Wisłoujście

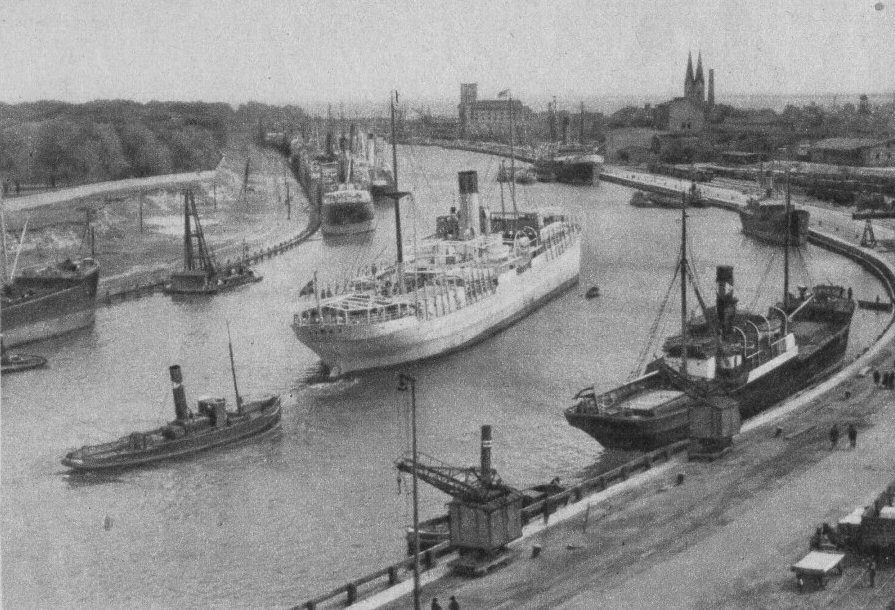
Kanał Portowy, ok. 1937

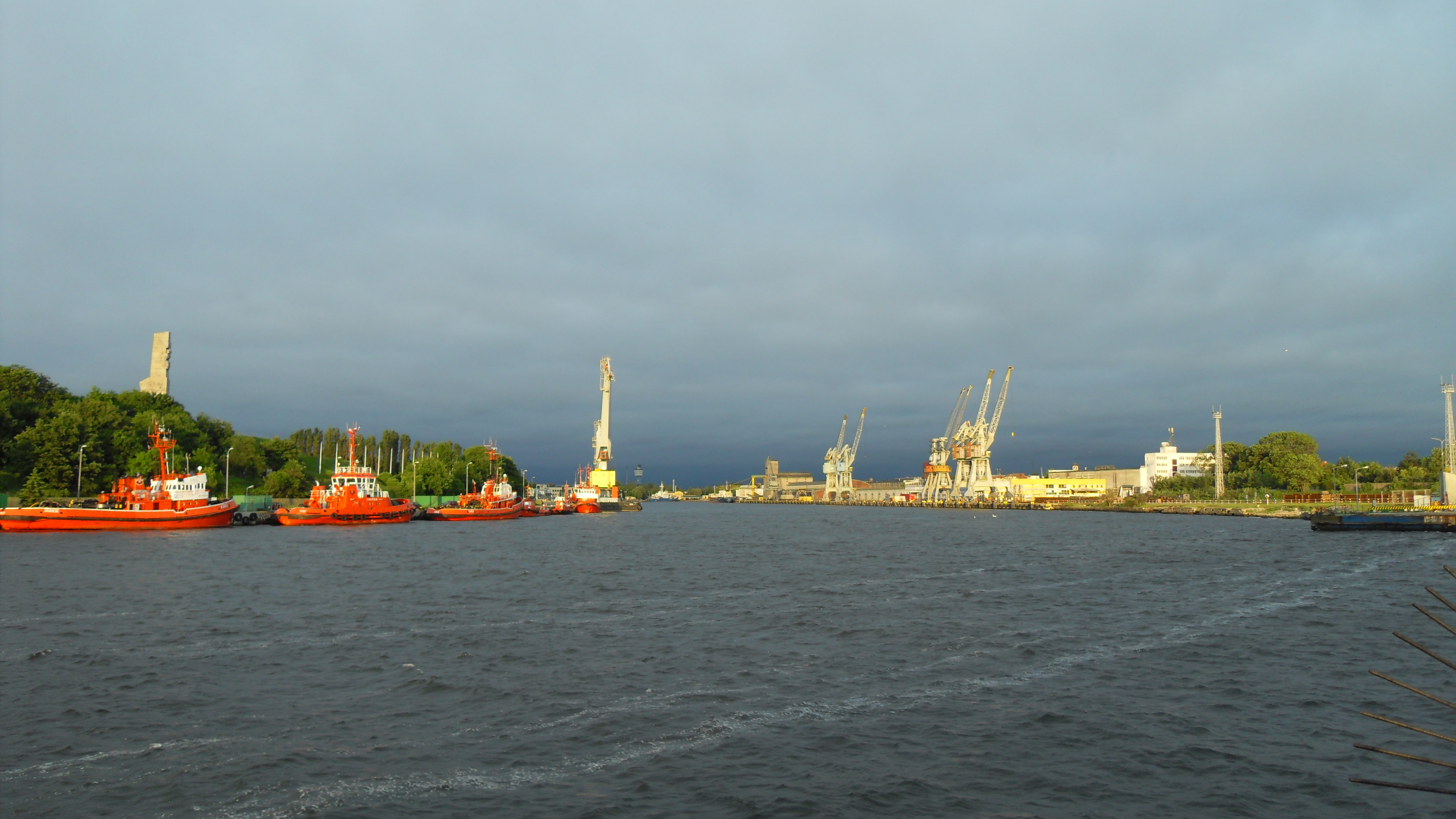
Widok w kierunku źródła, po lewej Westerplatte, po prawej Nowy Port

Kanał zaczął powstawać w XVII wieku, w związku z zapiaszczeniem dawnego ujścia Wisły i powstawaniem piaszczystej łachy w miejscu dzisiejszego półwyspu Westerplatte. Około 1634 statki wchodzące i wychodzące do Gdańska zaczęły wykorzystywać akwen zwany Głębią Zachodnią. W następnych latach kanał był pogłębiany na koszt władz miasta Gdańska (1674-1675), próbowano zabezpieczać jego wschodni kraniec śluzą, a znajdujące się na zachodnim krańcu ujście do Zatoki Gdańskiej – falochronem, nazwanym molem, o długości 200 m (1680-1683). W związku z ich zniszczeniem, w 1716 powstały kolejne, drewniane mola, a w 1724 inż. Charpentier wybudował nową śluzę. Około 1774 dawne ujście Wisły na wschód od Westerplatte było już tak zamulone, że Głębia Zachodnia stała się jedynym wejściem do portu. Już nieco wcześniej zaczęto ją nazywać Nowym Torem Wodnym (niem. Neues Fahrwasser, Neufahrwasser), potem zaś przyjęła się nazwa Kanał Portowy (niem. Hafenkanal). W latach 60. XX wieku kanał poszerzono i pogłębiono, a wydobytą ziemię wykorzystano do wykonania wzniesienia na Westerplatte, na którym w 1966 stanął pomnik Obrońców Wybrzeża.
Kanał znajduje się wewnątrz gdańskiego portu morskiego, po jego północnej stronie jest nabrzeże Obrońców Westerplatte, a po południowej nabrzeża Oliwskie i Ziółkowskiego.